# Vasco SC
Der Vasco Sports Club ist ein Fußballverein aus Vasco da Gama, der mit rund 100.000 Einwohnern größten Stadt des west-indischen Bundesstaates Goa. Der 1951 als Clube de Desportos de Vasco da Gama gegründete Verein stieg zum Ende der Saison 2007/08 zum zweiten Mal in die höchste Liga Indiens, der I-League 1. Division auf.
Der Verein nennt das Tilak-Maidan-Stadion sein Eigen, das rund 15.000 Zuschauer fasst. Später wurde es noch um ein Vereinsheim erweitert. Ligaspiele trägt der Vasco SC allerdings im 35.000 Zuschauer fassenden Fatorda Pandit Jawarharlal Nehru Stadium in der Nachbarstadt Margao aus, wo auch der Lokalrivale Sporting Clube de Goa, eine Dependance des portugiesischen Sporting Clube de Portugal, in Deutschland besser bekannt als Sporting Lissabon, spielt.

## Geschichte
In den 50er und 60er Jahren liegt die erfolgreichste Zeit des Vereins mit diversen Pokalsiegen und dem sechsmaligen Gewinn der Meisterschaft von Goa, welches in jener Zeit noch eine portugiesische Kolonie war.
1998 qualifizierte sich der Verein für die Goa Professional League und stieg zum Ende der Saison 1999/00 erstmals in die 1. Liga auf. Dort hielt sich Vasco fünf Jahre, ehe er wieder abstieg. Dabei waren jeweils ein 3. Platz 2003 und 2004 die besten Platzierungen. Nach dem Wiederaufstieg 2007/08 konnte die 1. Liga jedoch nicht gehalten werden und man stieg als Tabellenletzter mit 19 Punkten aus 22 Spielen wieder ab.

## Erfolge
- I-League 2. Division: Aufsteiger 1999/00, 2007/08
- Meisterschaft von Goa: 1954, 1956, 1959 1965, 1967, 1969[1]

## Erläuterungen / Einzelnachweise
1. ↑  Arunava Chaudhuri: India – List of Goa League Champions. In: RSSSF.org. 30. Juni 2021, abgerufen am 13. Juni 2022 (englisch).